# Óxido nítrico sintasa

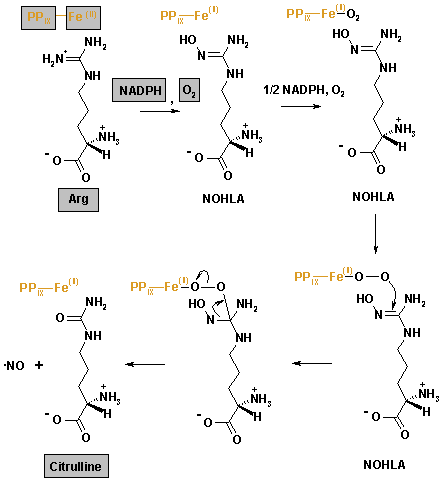
El mecanismo de reacción de la "enzima NOS".
Se identifica la enzima en coloreado.

La óxido nítrico sintasa u óxido nítrico sintetasa (ONS) es una enzima que cataliza la conversión de L-arginina a L-citrulina produciendo óxido nítrico a partir del átomo terminal de nitrógeno del grupo guanidino de la arginina.  Esta reacción requiere la presencia de flavín mononucleótido, flavín adenín dinucleótido, nicotinamida adenina dinucleótido fosfato, tetrahidrobiopterina, además de la participación del grupo hemo y la calmodulina.
La reacción catalizada por óxido nítrico sintasa se lleva a cabo sin gasto de energía (sin gasto de ATP).

## Clasificación
Los distintos miembros de la familia NOS están codificadas por diferentes genes. NOS es una de las enzimas más regulados en la biología. Hay tres isoformas conocidas, dos son constitutivas (CNOS) y la tercera es inducible (iNOS). La clonación de enzimas NOS señala que NOS2 es inducible, mientras que NOS3 y NOS1 son constitutivos, en cerebro y en tejido endotelial respectivamente. Recientemente, la actividad de NOS se ha demostrado en varias especies bacterianas, incluyendo los mismos agentes patógenos conocidos como Bacillus anthracis y Staphylococcus aureus. Se ha demostrado que la NOS bacteriana (bNOS) protege contra el estrés oxidativo, los antibióticos diversos y la respuesta inmune. Las diferentes formas de NO sintasa han sido clasificados de la siguiente manera:
| nombre                              | Gen(es)  | Ubicación                                       | Función                                                          |
| NOS neuronal (nNOS o NOS1)          | NOS1     | - tejido nervioso - músculo esquelético tipo II | - comunicación celular                                           |
| NOS inducible (iNOS o NOS2)         | NOS2A    | - sistema inmune - sistema cardiovascular       | - Defensa inmune contra patógenos                                |
| NOS endotelial (eNOS o NOS3 o cNOS) | NOS3     | - Endotelio                                     | - vasodilatación                                                 |
| NOS bacteriana (bNOS)               | múltiple | - Varias especies Gram(+)                       | - Defensa contra estrés oxidativo, antibióticos y ataque inmune. |

### nNOS
NOS neuronal (nNOS) produce NO en tejido nervioso, tanto central como periférico. NOS neuronal también realiza un papel en la comunicación celular y se asocia con la membrana plasmática. La acción de nNOS puede ser inhibida por NPA (N-propil-L-arginina). Esta forma de la enzima se inhibe específicamente por 7-nitroindazol.

### iNOS
A diferencia de la regulación crítica dependiente de calcio de las enzimas NOS constitutivas (nNOS y eNOS), iNOS ha
sido descrito como insensible a calcio, probablemente debido a su interacción estrecha no covalente con calmodulina
(CAM) y Ca2+
. Aunque las pruebas de 'línea de base' la expresión de iNOS ha sido difícil de alcanzar, IRF-1
y la activación dependiente de NF-kB del promotor inducible NOS apoya la idea de una estimulación de la transcripción mediada por inflamación.
Desde una perspectiva funcional, es importante reconocer que la inducción de la iNOS de alto rendimiento por lo general ocurre en un ambiente oxidativo, por lo que los altos niveles de NO tienen la oportunidad de reaccionar con [especies reactiva de nitrógeno|superóxido] que conducen a la formación de peroxinitrito y toxicidad celular.
Estas propiedades pueden definir las funciones de la iNOS en la inmunidad del huésped, lo que permite su participación en actividades antimicrobianas y antitumorales como parte de la explosión oxidativa de los macrófagos.
Se ha sugerido que la generación patológica de óxido nítrico mediante el aumento de producción de iNOS  puede disminuir el batido ciliar de las trompas y las contracciones del músculo liso y, por tanto afectan el transporte de embriones, que por lo tanto puede resultar en embarazo ectópico.

### eNOS
NOS endotelial (eNOS), también conocido como óxido nítrico sintasa 3 (NOS3), genera NO en los vasos sanguíneos y está involucrada con la regulación de la función vascular. Un NOS constitutivo dependiente de Ca2+ proporciona una liberación basal de NO. eNOS se asocia con la membrana plasmática que rodea las células y las membranas del retículo de Golgi dentro de las células.

## Estructura
NOS puede ser un dimero, calmodulina-dependiente o hemoproteína tipo citocromo p450 conteniendo calmodulina que combina dominios catalíticos reductasa y oxigenasa en un dímero, portando flavina adenina dinucleótido (FAD) y flavina mononucleótido (FMN), y lleva a cabo una oxidación 5` de una arginina con la ayuda de tetrahidrobiopterina.
Los tres isoformas (cada una de las cuales se presume que funcionan como un homodímero) durante la activación comparten un dominio reductasa carboxilo-terminal homóloga a la citocromo P450 reductasa. También comparten un dominio oxigenasa amino-terminal, que incluye un grupo prostético hemo, que está vinculado en el centro de la proteína a un dominio de unión a calmodulina. La unión de la calmodulina parece actuar como un "interruptor molecular" para permitir el flujo electrónico de grupos prostéticos de flavina del dominio reductasa al hemo. Esto facilita la conversión de O
2 y L-arginina a  NO y  L-citrulina. El dominio oxigenasa de cada isoforma NOS también contiene un grupo prostético BH
4, que se requiere para la generación eficiente de NO. A diferencia de otras enzimas donde BH
4 se utiliza como fuente de equivalentes de reducción y reciclado por dihidrobiopterina reductasa, BH
4 activa el hemo unido al O
2 donando un único electron, que luego se recaptura para permitir la liberación de óxido nítrico.
La primera óxido nítrico sintasa identificada fue encontrada en el tejido neuronal (nNOS ó NOS1), la NOS endotelial (eNOS ó NOS3) fue la tercera en ser identificada. Estas fueron clasificados originalmente como "constitutiva expresada" ("constitutively expressed") y "sensible a Ca2+
", pero ahora se sabe que están presentes en diferentes tipos de células y que su expresión es regulada en virtud de determinadas condiciones fisiológicas.
Para NOS1 y NOS3, concentraciones fisiológicas de Ca2+
 en las células regulan la unión de la calmodulina a los dominios "traba" ó "latch", iniciando así la transferencia de electrones desde el grupo flavin al hemo. Por el contrario, la calmodulina sigue siendo fuertemente unida a la isoformainducible e insensible a Ca2+
 (iNOS ó NOS2), incluso en un nivel bajo intracelular de Ca2+
, actuando esencialmente como una subunidad de esta isoforma.
El óxido nítrico puede regular por sí mismo la expresión y actividad de NOS. En concreto, se ha demostrado que NO desempeña un importante rol regulador negativo (feedback negativo) sobre NOS3 y por consiguiente en la función de las células endoteliales vasculares. Este proceso, conocido oficialmente como S-nitrosación (s-nitrosation), y mencionado por muchos en el campo como S-nitrosilación (s-nitrosilation), ha demostrado inhibir de forma reversible la actividad NOS3 en las células endoteliales vasculares. Este proceso puede ser importante ya que está regulado por las condiciones redox de la célula y por tanto, puede proporcionar un mecanismo para la asociación entre el "estrés oxidativo" y la disfunción endotelial. Además de NOS3, tanto NOS1 y NOS2 se han encontrado S-nitrosados, pero la evidencia para la regulación dinámica de las isoformas de NOS por este proceso es menos completa. Además, se ha demostrado que tanto NOS1 y NOS2 forman complejos ferrosos nitrosilo en los grupos hemo, que pueden actuar parcialmente para auto-inactivar estas enzimas en determinadas condiciones. El paso limitante para la producción de óxido nítrico también puede ser la disponibilidad de L-arginina en algunos tipos de células. Esto puede ser particularmente importante después de la inducción de NOS2.

## Función

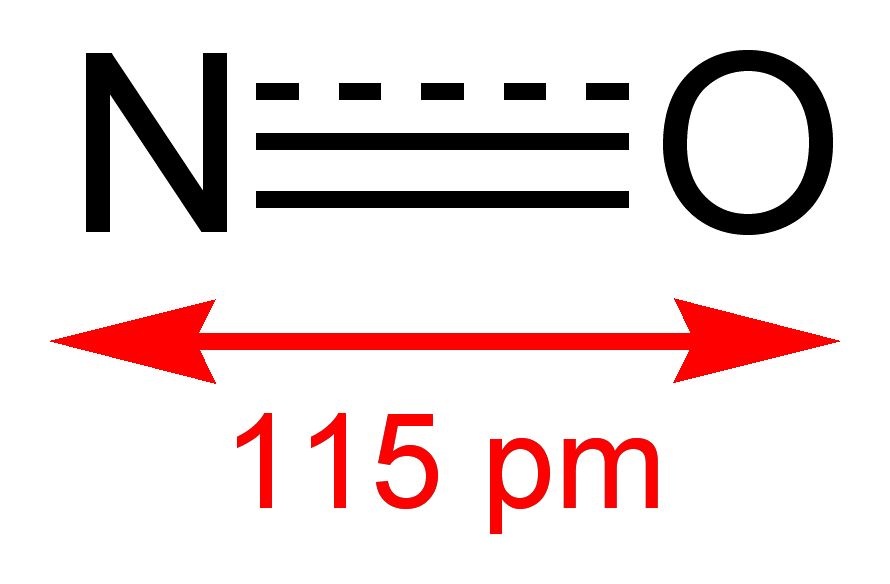
Óxido nítrico

La sintasa produce óxido nítrico (NO) catalizando la oxidación de cinco electrones del nitrógeno guanidina del aminoácido L-arginina (L-Arg).
La oxidación de L-Arg a L-citrulina ocurre vía dos sucesivas reacciones de monooxigenación, produciendo Nω-hidroxi-L-arginina (NOHLA) como intermediario. Dos moles de O
2 y 1,5 moles de NADPH se consumen por mol de NO formado.